# Sheila Cussons
Sheila Cussons (* 9. August 1922 in Piketberg; † 25. November 2004 in Kapstadt) war eine Afrikaans schreibende südafrikanische Dichterin und Malerin.

## Leben
Sheila Cussons wurde in der Missionsstation der Herrnhuter Brüdergemeine in der Nähe von Piketberg, nördlich von Kapstadt, geboren. Sie war irischer Abstammung und hatte einen Bruder, André, und eine Schwester, Maureen. Obwohl zu Hause oft Englisch gesprochen wurde, war die Muttersprache Afrikaans. Aufgrund der Arbeit ihres Vaters bei der South African Railways & Harbours (SAR&H) lebte sie in ihrer Kindheit an vielen Orten und besuchte viele verschiedene Schulen. Sie studierte an der Fakultät für Bildende Künste an der Universität von Natal in Pietermaritzburg, wo sie ihren BA und MA erwarb. Einer ihrer Studienaufträge war die Anfertigung einer Porträtstudie des niederländischen Dichters Adriaan Roland Holst während seines Besuchs in Pietermaritzburg im Jahr 1941. Sie war als Künstlerin sehr erfolgreich und hatte Ausstellungen in Johannesburg, Kapstadt und Pretoria.
Cussons lebte eine Zeit lang in Worcester, bevor sie nach dem Zweiten Weltkrieg nach Europa ging, zunächst nach London und dann nach Amsterdam, um Grafik zu studieren. Zu dieser Zeit war sie mit dem Literaten Christoffel Johannes Michael Nienaber verheiratet. Das Literaturmuseum in Den Haag besitzt einige ihrer Briefe an Jan Greshoff. In Amsterdam kam sie mit einigen dort lebenden und arbeitenden Buren in Kontakt, darunter Nicolaas Petrus van Wyk Louw, Dozent für Afrikaans an der Universiteit van Amsterdam (1949–1958), mit dem sie eine enge Freundschaft schloss und einen langen Briefwechsel führte. Sheila Cussons hat sich selbst immer eher als Malerin denn als Dichterin bezeichnet. Ihr Interesse an der bildenden Kunst hat ihre Poesie deutlich beeinflusst. Ihre erste Sammlung Plektrum enthält mehrere Gedichte, die Kunstprodukte wie Gemälde, Wandteppiche und Radierungen artikulieren oder die Natur in malerischen Begriffen beschreiben. Letzteres gilt insbesondere für das Gedicht Twee winter-akwarelle van Amsterdam  („Zwei Winter-Aquarelle von Amsterdam“). Sie kehrte nach Südafrika zurück, als sie erfuhr, dass ihr einziger Bruder gestorben war. 1956 heiratete Cussons einen spanischen Geschäftsmann, den sie in Amsterdam kennengelernt hatte, und ließ sich in Barcelona nieder, wo sie 21 Jahre lang leben sollte. Das Paar hatte zwei Söhne. Sie konvertierte zum katholischen Glauben und ließ sich 1957 taufen. Ihre Zeit in Spanien war sehr fruchtbar. Ihre ersten sechs Gedichtsammlungen nannte Cussons „spanische Sammlungen“, weil sie alle in Spanien entstanden. Im Jahr 1974 erlitt sie bei einem Unfall zu Hause schwere Verbrennungen. Sie musste zwei Jahre in einem Krankenhaus verbringen, wo sie mehrere Amputationen über sich ergehen lassen musste. Ihre Erfahrungen aus dieser Zeit hat sie in der Sammlung Die swart kombuis festgehalten.
Für die Gedichtsammlung Plektrum erhielt sie in Südafrika 1970 den „Ingrid-Jonker-Preis“, 1971 den „Eugène-Marais-Preis“ und 1972 den „WA-Hofmeyr-Preis“ der Universität Stellenbosch. Letzteren Preis erhielt sie 1982 erneut für die Sammlung Die woedende brood und 1991 für Die knetterende woord. Diese Sammlung erhielt 1981 auch den „CNA Literary Award“ und 1982 den „Louis-Luyt-Preis“. 1983 erhielt sie den „Hertzogprys“ für ihr Gesamtwerk. Zudem erhielt sie Ehrendoktorwürden der Universität von Natal und der Nordwest-Universität in Potchefstroom in Südafrika.
1982 siedelte sie zurück nach Südafrika und lebte seitdem in Kapstadt. Dort starb sie 2004 im Nazareth House Cape Town im Kapstadter Vorort Vredehoek.

## Werk
Die neunjährige Sheila Cussons schrieb und illustrierte ihre ersten Gedichte, mit denen sie nationale Preise gewann (Eisteddfod-Stipendiatenpreise für Poesie und Zeichnung). Sie schrieb auch Geschichten, die sie selbst illustrierte. Diese erschienen in Die Jongspan. Ab 1924 erschienen ihre Gedichte regelmäßig in der populären Wochenzeitung Huisgenoot und in der Literaturzeitschrift Standpunte. Während ihres Studiums im englischsprachigen Pietermaritzburg kam sie in Kontakt mit mehreren Afrikaans-Lehrern, von denen Dirk Johannes Opperman der wichtigste war. Mit ihm als Mentor begann Cussons, ihre Gedichte in Afrikaans zu schreiben. Ihr Debüt gab sie erst 1970 mit der Kollektion Plektrum, an der sie 25 Jahre lang arbeitete. Es war Opperman, der ihr immer riet, mit der Veröffentlichung zu warten. Insgesamt veröffentlichte sie ein Dutzend Gedichtsammlungen. Ihre Gedichte sind von einer religiösen und mystischen Ausrichtung geprägt. Der römisch-katholische Glaube und ihr Unfall haben zweifelsohne dazu beigetragen.
Anlässlich ihres 60. Geburtstags im Jahr 1982 veröffentlichte ihr Stammverlag Tafelberg zwei ihrer Werke: Gestaltes 1947, ihre einzige Prosa, die sie bereits 1947 in London geschrieben hatte, und Omtoorvuur, eine Auswahl ihrer Gedichte, mit Zeichnungen und Radierungen der Autorin selbst. Cussons gestaltete auch die Einbände dieser beiden Bücher. Sie übersetzte Geschichten von Jorge Luis Borges aus dem Spanischen, die 1981 in der Sammlung Die vorm van die swaard en ander verhale erschienen. Im Jahr 1985 erschien Poems: a selection mit einer Auswahl von Gedichten, die sie selbst ins Englische übersetzt hatte. Amanda Botha hat zwei Gedichtbände zusammengestellt: ’n Engel deur my kop (1997), eine Auswahl von Cussons religiöser Lyrik, und Die asem wat ekstase is (2000), eine Auswahl ihrer nicht-religiösen Gedichte. Schließlich erschien nach ihrem Tod die Ausgabe Versamelde gedigte (2006).
In jüngerer Zeit hat der südafrikanische Dichter Johann Lodewyk Marais Übersetzungen ins Englische vorgenommen, die unter anderem im Penguin book of Southern African verse (1989) und in The New Century of South African Poetry (2002) erschienen sind.
Gedichtsammlungen
- 1970 – Plektrum
- 1978 – Die swart kombuis
- 1978 – Verf en vlam
- 1978 – Donderdag of Woensdag
- 1979 – Die skitterende wond
- 1979 – Die sagte sprong
- 1980 – Die somerjood
- 1981 – Die woedende brood
- 1982 – Omtoorvuur, ’n keur uit die poësie van Sheila Cussons
- 1983 – Verwikkelde lyn
- 1984 – Membraan
- 1985 – Poems: a selection
- 1988 – Die heilige modder
- 1990 – Die knetterende woord
- 2006 – Versamelde gedigte

Prosa
- 1982 – Gestaltes 1947 (Roman)
- 1981 – Die vorm van die swaard en ander verhale (Übersetzung von Kurzgeschichten von Jorge Luis Borges aus dem Spanischen)